# Lucrèce Borgia
Pour les articles homonymes, voir Famille Borgia, Borgia (homonymie) et Lucrèce Borgia (homonymie).
Lucrèce Borgia (Lucrezia Borgia en italien), née à Subiaco le 18 avril 1480 et morte à Ferrare le 24 juin 1519, est la fille naturelle du cardinal valencien Rodrigo Borja (futur pape Alexandre VI). 
Elle a marqué son époque comme protectrice des arts et des lettres. La tendance des historiens d'aujourd'hui serait plutôt de réhabiliter la mémoire de Lucrèce Borgia, dont la « légende noire » a été véhiculée dès le XVIe siècle par l'Église et popularisée par la pièce de théâtre Lucrèce Borgia de Victor Hugo.

## Biographie

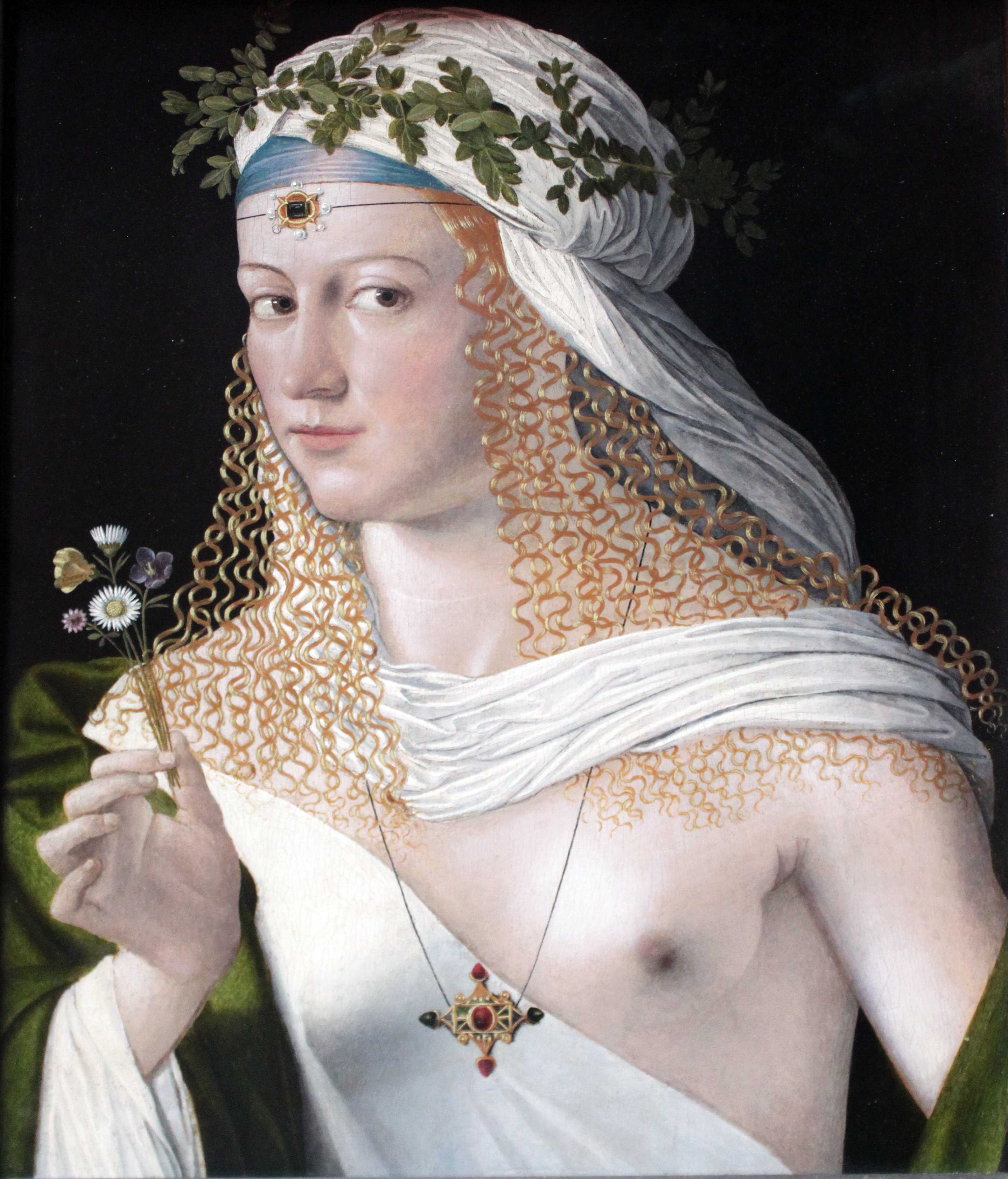
Portrait idéalisé d'une courtisane en Flore par Bartolomeo Veneto (le tableau est traditionnellement considéré comme représentant Lucrèce Borgia).

Fille naturelle du cardinal Rodrigo Borgia (futur pape Alexandre VI) et de Vannozza Cattanei, patricienne romaine, Lucrèce est la sœur de César Borgia. Elle demeure célèbre pour sa beauté autant que pour ses mœurs prétendument dissolues, ce qui n'a jamais été vraiment prouvé. 
Elle vit d'abord auprès de sa mère avec ses frères et ses nombreux beaux-pères. En effet, sa mère, bien que favorite officielle du cardinal Borgia, s'est mariée quatre fois. Son dernier mari, Carlo Canale, est un humaniste qui enseigne aux enfants de sa femme le grec ancien et le latin. À l'adolescence, la jeune fille emménage dans le palais de son père, qui se fait passer auprès d'elle pour son oncle et ne lui révèle la vérité que plus tard. Borgia vit alors avec sa nouvelle maîtresse, Giulia Farnèse (mariée au peu plaisant Orsino Orsini, le fils d'Adriana de Mila, cousine du cardinal). C'est elle qui tient lieu de nouvelle mère à Lucrèce. La jeune fille, en effet élevée comme une véritable princesse bénéficie d'une éducation soignée. Lucrèce aurait été la grande amie de Giulia Farnèse, si tant est que ce mot puisse signifier quelque chose dans la sphère politique et le nid d'intrigues dans lequel elle vivait.
Même si son père et son frère, l'ambitieux César Borgia, l'aiment tendrement, Lucrèce demeure un outil politique à leurs yeux, et ce dès sa jeunesse en étant deux fois promise en mariage avant de finalement épouser Giovanni Sforza. Elle ne commence à vivre l'existence tranquille à laquelle elle aspire qu'après son troisième mariage :
- 1493 : premier mariage, avec Giovanni Sforza, annulé en 1497 par son père le pape pour des raisons diplomatiques (changement d'alliance : Alexandre VI était allié aux Sforza de Milan contre la France de Charles VIII dans le cadre de la première guerre d’Italie et de la ligue de Venise (1495), d'où le mariage avec Giovanni ; puis il renverse les alliances et s'allie à Louis XII, préparant ainsi la deuxième guerre d'Italie). Officiellement, l'annulation est due à la non-consommation de l'union. Sforza, vexé et humilié (il a été contraint de déclarer devant des témoins qu'il était impuissant, ce qui est faux, car il a eu de nombreux enfants illégitimes), est le premier à faire courir le bruit de rapports incestueux entre Lucrèce Borgia, son père et son frère. Lucrèce n'aime pas ce mari, de dix ans plus âgé qu'elle, et encore moins la vie à Pesaro. Elle s'ennuie rapidement de Rome.
- 1498 : deuxième mariage, avec Alphonse d'Aragon, assassiné en 1500 par Michelotto Corella, homme de main de son frère César Borgia. Le couple ayant eu un fils, l'annulation pour non-consommation n'était plus possible. D'après le romancier Mario Puzo, ce bref mariage satisfait Lucrèce. Alphonse s'avère jeune, séduisant, cultivé et attentionné. Toujours d'après l'auteur, Lucrèce supporte donc très mal son assassinat et se brouille avec son frère César. Elle se voit néanmoins contrainte par le pape son père à se remarier rapidement.
- 1501 : troisième mariage, avec Alphonse Ier d'Este, veuf d'Anna Sforza et futur duc de Ferrare (en 1505). Les clauses du mariage ont été négociées très âprement par les deux partis. Le père d'Alphonse, le duc Hercule Ier, considère les Borgia comme des parvenus et Lucrèce comme une dépravée. Il admet également très difficilement de voir son héritier épouser une bâtarde. Même si les bâtards sont légion dans l'Italie de l'époque et s'il est assez courant que des cardinaux et des papes aient des enfants, qu'ils marient selon leurs intérêts politiques du moment (comme l'a fait Innocent VIII), la bâtardise demeure une tare. Hercule exige donc une dot fabuleuse, ce à quoi le pape se montre récalcitrant, du fait de ses perpétuels problèmes de trésorerie. Alexandre VI finit par offrir 100 000 ducats de dot et organise des célébrations marquées par le luxe et la luxure. Parmi les réjouissances, un festin destiné à cinquante courtisanes est organisé dans les appartements du Vatican et un spectacle présente la saillie de juments par des étalons fougueux devant la foule enthousiaste installée aux balcons[1].

À Ferrare, elle devient protectrice des arts. L'Arioste et Pietro Bembo la célèbrent. Son rôle politique demeure assez limité, surtout après la chute du clan Borgia consécutive à la mort du pape en 1503. Néanmoins, elle a été gouverneur de Spolète et plusieurs fois responsable en chef des affaires du Vatican lors des voyages de son père. 
Elle meurt à 39 ans d'une septicémie consécutive à la naissance d'une fille, qui meurt à l'âge de deux ans. Elle est inhumée au monastère Corpus Domini de Ferrare. Son fils Hercule II épousera Renée de France, fille de Louis XII, sœur de Claude, l’épouse de François Ier, qui devint ainsi membre de sa famille, ce dernier étant l’instigateur de ce mariage, dans un contexte de percée d’influence en Italie.

## Descendance
- Du 2e mariage :

1. Rodrigue d'Aragon (de Bisceglie) (1499-1512)

- Du 3e mariage :

1. Alessandro d'Este (19 août 1505 - octobre 1505)
2. une fille mort-née le 5 septembre 1507[réf. nécessaire]
3. Hercule II d'Este (1508-1559), duc en 1534, ∞ 1528 Renée de France (1510-1575), fille du roi de France Louis XII
4. Hippolyte d'Este (1509-1572), cardinal de Ferrare en 1538
5. Alessandro d'Este (avril 1514 - 10 juillet 1516)[réf. nécessaire]
6. Éléonore d'Este (3 juillet 1515 - 15 juillet 1575), religieuse
7. Francesco d'Este (it) (1er novembre 1516 - 22 février 1578), prince de Massa, ∞ 1540 Maria di Cardona (morte en 1563)
8. Isabella Maria d'Este (it) (* 14 juin 1519, † 1521)

## Le mythe de Lucrèce Borgia et son influence sur les arts
La légende noire de Lucrèce Borgia préparée par les « racontars » de son premier époux Sforza, ne commence qu'avec Victor Hugo, qui, dans sa pièce en trois actes, crée « la plus glauque des légendes ». Celle-ci connaîtra une abondante postérité littéraire.
Néanmoins, dans son « analyse raisonnée de l'histoire de France », publiée en 1826 et donc antérieure à la pièce de Victor Hugo, Chateaubriand qualifie déjà Lucrèce de « triplement incestueuse ». Cette citation suggère que l'auteur des « misérables » n'est au mieux que le propagateur d'une réputation déjà ternie.
À partir du XXe siècle, de nombreuses biographies remettent en question les accusations d'immoralité portées contre Lucrèce. Ils présentent le personnage comme la victime d'une époque plutôt cruelle pour les femmes. La réputation de Lucrèce Borgia a souffert des agissements de ses proches, mais les historiens s'accordent aujourd'hui à l'innocenter des multiples crimes et méfaits qui lui ont été imputés. 
Par exemple, sur le fameux « infant de Rome » dont bon nombre de contemporains malveillants ont répandu la rumeur tenace qu'il était né des fruits d'une relation incestueuse entre Lucrèce et son père, la vérité était tout autre. En réalité, Lucrèce, en attente de divorce avec son premier mari Giovanni Sforza, eut une relation avec un surnommé Perroto, chargé de transmettre les échanges fréquents au sujet du divorce à Lucrèce, cloitrée dans le monastère de San Sisto. Lorsque son frère César découvrit qu'elle était enceinte (et ce en pleine négociation de divorce pour non-consommation), celui-ci poursuivit Perroto jusqu'au trône pontifical où siégeait le pape, et le frappa sauvagement jusqu'au sang. Le 8 février, il « tomba dans le Tibre contre son gré » note dans son journal Burckard, maître des cérémonies du pape. Pour assurer des revenus à l'enfant, un fils, le pape le légitima dans une première bulle instaurant qu'il était le fils de César et d'une « femme non mariée », lui octroyant le duché de Népi. Mais le pape, craignant que César s'approprie ce duché, instaura finalement une seconde bulle indiquant que l'« infant romain » était en réalité son fils. Ces bulles sont donc basées sur une filiation parfaitement fausse, mais il était impossible de légitimer un bâtard de Lucrèce autrement. Cette dernière pût donc s'en occuper librement, ce qu'elle fit avec joie, avec pour excuse qu'il s'agissait légalement (bien que non de fait) de son frère prétendument né des amours de son père avec une femme inconnue.
Dans son ouvrage Scènes historiques de la Renaissance (1877), Arthur de Gobineau retranscrit les mémorables paroles adressées par Alexandre VI à Lucrèce : « Les gens me disent à la fois votre père et votre amant ? Laissez, Lucrèce, laissez le monde, laissez cet amas de vermisseaux ridicules autant que débiles imaginer sur les âmes fortes les contes les plus absurdes !... Sachez désormais que, pour ces sortes de personnes que la destinée appelle à dominer sur les autres, les règles ordinaires de la vie se renversent et le devoir devient tout différent. Le bien, le mal, se transportent ailleurs, plus haut, dans un autre milieu... La grande loi du monde, ce n'est pas de faire ceci ou cela, d'éviter ce point ou de courir à tel autre : c'est de vivre, de grandir et de développer ce qu'on a en soi de plus énergique et de plus grand, de telle sorte que d'une sphère quelconque, on sache toujours s'efforcer de passer dans une plus large, plus aérée, plus haute. Ne l'oubliez pas. Marchez droit devant vous. Ne faites que ce qui vous plaît, en tant que cela vous sert. Abandonnez aux petits esprits, à la plèbe des subordonnés, les langueurs et les scrupules. Il n'est qu'une considération digne de vous : c'est l'élévation de la maison de Borgia, c'est l'élévation de vous-même. »

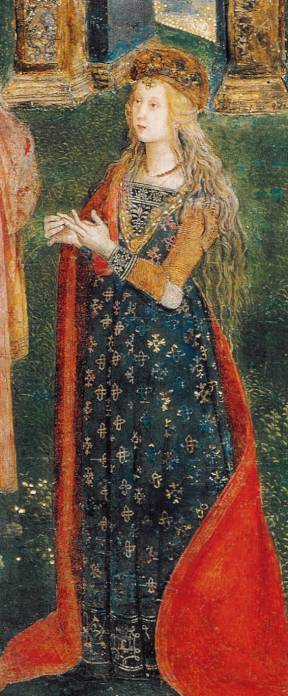
Lucrèce Borgia par Le Pinturicchio, 1492-1494.

Le personnage mythique de Lucrèce Borgia a inspiré de nombreux auteurs et artistes.

### Littérature
- Lucrèce Borgia : drame en trois actes de Victor Hugo (1833)
- Lucrèce Borgia : Les femmes célèbres, par Fred Bérence, le cercle du Bibliophile.
- Il viccolo de madama Lucrezia écrit par Mérimée
- Borgia! écrit par Michel Zévaco (1906)
- Lucrèce Borgia, par Cecil Saint-Laurent, éditions Charles Frémanger (1953).
- Le Sang des Borgia : roman historique écrit par Mario Puzo (2004) chez L'Archipel (2002) et le Livre de Poche (2008)
- Les Borgia : roman appartenant aux volumes III et IV des Crimes célèbres d'Alexandre Dumas de 1839
- Les Borgia, le roman d'une famille, par Klabund, Max Milo Editions, 2011
- Les Borgia, par Juliette Benzoni, éditions Pocket, 2012
- Assassin's Creed, Brotherhood, d'Oliver Bowden, 2011
- Manuel Vázquez Montalbán, Ou César ou rien, édition du Seuil, collection Points, 1999
- Les rivales, Lucrèce Borgia et Isabelle d'Este, par Michel Peyramaure, édition Robert Laffont, 2014
- La Fille du pape, par Dario Fo, édition Grasset, 2014

### Iconographie

#### Peinture
- Kathleen Mac Gowan évoque dans son livre Marie-Madeleine. Le livre de l'Élue le tableau de Franck Cadogan Cowper Lucrèce Borgia règne au Vatican en l'absence du Pape Alexandre VI.
- Dosso Dossi, Portrait de jeunesse[6]
- Bartolomeo Veneto, Portrait dit de Lucrezia Borgia, XVIe siècle, musée des Beaux-Arts de Nîmes

### Musique
- Lucrezia Borgia : opéra en un prologue et deux actes de Gaetano Donizetti, créé à la Scala de Milan, le 26 décembre 1833 (livret, inspiré de la tragédie de Hugo, de Felice Romani).
- Cantarella par Kaito Shion et Miku Hatsune (personnages fictifs).
- Dans la chanson éponyme de son album Rimes féminines (1996), la chanteuse française Juliette cite Lucrèce Borgia parmi la ribambelle de grandes figures féminines auxquelles elle rend hommage. Mentionnée parmi « Le train du diable et ses diablesses / Les vénéneuses et les tigresses », elle y est appelée « l'empoisonneuse Borgia Lucrèce » et son nom rime alors avec ceux de Lola Montès et Gina Manès[7].
- Lucretia My Reflection par The Sisters of Mercy

### Filmographie

#### Cinéma
- 1910 : Lucrèce Borgia de Mario Caserini avec Francesca Bertini ;
- 1910 : Histoire des Borgia d'Ugo Falena avec Vittoria Lepanto ;
- 1911 : Le Souper de Borgia de Giuseppe De Liguoro avec Maria Brioschi ;
- 1912 : Lucrezia Borgia de Gerolamo Lo Savio avec Vittoria Lepanto ;
- 1917 : The Eternal Sin d'Herbert Brenon avec Florence Reed ;
- 1919 : Lucrèce Borgia d'Augusto Genina avec Diana Karenne ;
- 1922 : 
  - Lucrezia Borgia de Richard Oswald avec Liane Haid ;
  - Meriota the Dancer de Julius Herska avec Nora Gregor ;
- 1923 : Bride of Vengeance de Frank Lloyd avec Liane Haid ;
- 1926 : 
  - Don Juan d'Alan Crosland avec Estelle Taylor ;
  - Lucrezia Borgia d'Abel Gance avec et produit par Gina Palerme ;
- 1935 : Lucrèce Borgia d'Abel Gance avec Edwige Feuillère ;
- 1940 : Lucrezia Borgia d'Hans Hinrich ;
- 1947 : Lucrezia Borgia de Luis Bayón Herrera avec Olinda Bozán ;
- 1949 :
  - Échec à Borgia d'Henry King, Lucrèce Borgia y est mentionnée ;
  - La Vengeance des Borgia de Mitchell Leisen avec Paulette Goddard ;
- 1953 : Lucrèce Borgia de Christian-Jaque avec Martine Carol ;
- 1959 : Les Nuits de Lucrèce Borgia de Sergio Grieco avec Belinda Lee ;
- 1961 : La Bonne Dame de Ferrare de Jean Kerchbron avec Geneviève Casile ;
- 1963 : The Black Duke de Pino Mercanti avec Gloria Osuna ;
- 1965 : La Mandragore d'Alberto Lattuada avec Rosanna Schiaffino ;
- 1966 : L'Homme qui rit de Sergio Corbucci avec Lisa Gastoni ;
- 1973 : Terror in the Wax Museum de Georg Fenady avec Rosa Huerta ;
- 1974 : Contes immoraux de Walerian Borowczyk, les mœurs dissolues de Lucrèce Borgia sont évoquées ;
- 1981 : The Borgias de Brian Farnham avec Anne-Louise Lambert ;
- 1990 :
  - A Season of Giants de Jerry London avec Danja Gazzara ;
  - Lucrèce Borgia de Lorenzo Onorati avec Lucia Prato ;
- 2006 : Los Borgia de Antonio Hernández avec María Valverde ;

#### télévision
- 2009 : Warehouse 13 de Jane Espenson dans la saison 1 épisode 1 et 2, on évoque le peigne de Lucrèce Borgia ;
- 2011 : The Borgias de Neil Jordan avec Holliday Grainger ;
- 2011 : Borgia de Tom Fontana avec Isolda Dychauk ;
- 2018 : émission Secrets d'histoire sur France 2 intitulée Lucrèce Borgia, une femme au Vatican [8].
- 2022 :  [vidéo][Production de télévision] « Duels d'Histoire : Lucrèce Borgia vs Alexandre VI », Olivier Carpentier (écriture et réalisation), Nicolas Brénéol (écriture et montage), Noémie Orphelin (narration) sur Arte, 2022, 11 min (consulté le 16 juin 2024)

2024 : Lucrèce Borgia - Intrigues, crimes et politique à la cour du pape de Cuini Amelio-Ortiz.

### Chanson
- 1957 : Le duo Marc et André piliers du cabaret de l'Ecluse à Paris chantent une pochade comique intitulée Un souper chez les Borgia [9]. Cette chanson à texte qui fit florès dans le Saint-Germain-des-Prés des années 1950, indique que pour le public de l'époque, la réputation d'empoisonneurs de Lucrèce et de ses redoutables père et oncle allait de soi.

### Théâtre
- 1964-1965 : Lucrèce Borgia, de Victor Hugo, mises en scène de Bernard Jenny, hôtel de Soubise, grand théâtre romain Lyon, Festival de Montauban et théâtre des Galeries Bruxelles en 1966
- 1979 : Lucrèce Borgia, de Victor Hugo, mise en scène de Roger Hanin (avec Magali Noël, Michel Auclair, David Clair, Jean-Marie Galey...)
- 11 juillet 1985 : Lucrèce Borgia, de Victor Hugo, mise en scène d'Antoine Vitez (avec Nada Strancar, Jean-Pierre Jorris, etc.)
- 2013 : Lucrèce Borgia, de Victor Hugo, mise en scène de Lucie Berelowitsch (avec Marina Hands)
- 2014-2024: Lucrèce Borgia, de Victor Hugo, joué à la Comédie-Française, dans une mise en scène de Denis Podalydès, avec Guillaume Gallienne (saisons 2013-2014, 2014-2015 et 2015-2016) puis Elsa Lepoivre (saisons 2016-2017, 2018-2019 et 2023-2024).
- 2014 : Lucrèce Borgia de Victor Hugo, joué aux Fêtes nocturnes du château de Grignan, dans une mise en scène de David Bobée, avec Béatrice Dalle.

### Jeu vidéo
- Lucrèce Borgia est un des personnages du jeu Assassin's Creed Brotherhood sorti sur Xbox 360, PlayStation 3, PC et réadapté pour Xbox One, PS4 puis Nintendo Switch.

### Bande dessinée et mangas
- Une série en quatre albums, Borgia, écrite par Alejandro Jodorowsky et dessinée par Milo Manara, raconte de manière romancée la vie d'Alexandre VI et de sa progéniture :
  - Borgia - Du sang pour le pape : 1er tome, Albin Michel, 2004
  - Borgia - Le Pouvoir et l'Inceste : 2e tome, Albin Michel, 2006
  - Borgia - Les Flammes du bûcher : 3e tome, Glénat, 2008
  - Borgia - Tout est vanité : 4e tome, Glénat, 2010
- Cantarella de You Higuri, où elle est effectivement amoureuse de son frère César Borgia
- Cesare de Fuyumi Soryo, où Lucrèce apparaît dans le tome 4
- Kakan no madonna de Chio saito, où Lucrèce tient un second rôle et où elle est également amoureuse de son frère César Borgia
- How to get my Husband on my side (Les intrigues d'une Borgia) de Siru et Spice&Kitty, 2021

## Sources biographiques (sélection)
- Maria Bellonci, Lucrezia Borgia, sa vie et son temps, Arnoldo Mondadori Editore, Milan, 1939 (ISBN 2-87027-423-8)
- (en) Sarah Bradford, Lucrezia Borgia: Life, Love and Death in Renaissance Italy, 2005 (ISBN 0-670-03353-7)
- (en) Diane Yvonne Ghirardo, « Lucrezia Borgia’s Palace in Renaissance Ferrara », Journal of the Society of Architectural Historians, vol. 64, no 4,‎ 2005, p. 474-497 (DOI https://doi.org/10.2307/25068201)
- (en) Diane Yvonne Ghirardo, « Lucrezia Borgia as Entrepreneur », Renaissance Quarterly, vol. 61, no 1,‎ 2008, p. 53-91 (DOI https://doi.org/10.1353/ren.2008.0029)
- (en) Carlotta Gonzi, « The Duchess’s Jewels: Two Unknown Inventories of Lucrezia Borgia », Incontri, vol. 38, no 1,‎ 2024, p. 1-19 (DOI https://doi.org/10.18352/inc19269)
- (en) Maria Grazia Nico-Ottaviani, « Gubernatrix Generalis. An honorary title and two women : Lucrezia Borgia and Caterina Cibo Varano », dans Eric Bousmar, Jonathan Dumont, Alain Marchandisse et Bertrand Schnerb (dir.), Femmes de pouvoir, femmes politiques durant les derniers siècles du Moyen Âge et au cours de la première Renaissance, Bruxelles, De Boeck, coll. « Bibliothèque du Moyen Âge » (no 28), 2012 (lire en ligne), p. 147-155.
- (en) William F. Prizer, « Isabella d’Este and Lucrezia Borgia as Patrons of Music: The Frottola at Mantua and Ferrara », Journal of the American Musicological Society, vol. 38, no 1,‎ 1985, p. 1-33 (DOI https://doi.org/10.2307/831548)